# 榎本ゆいな
榎本 ゆいな（えのもと ゆいな、2002年（平成14年）6月16日 - ）は、日本のモデル、タレント。福岡県出身。ジャストプロ所属。学習院大学在学中。

## 経歴
2022年4月2日の放送より『王様のブランチ』のレポーターを務める。

## 人物
郁文館高等学校出身。趣味はカフェ巡り、特技はトランペット。

## 出演
- 王様のブランチ（2022年4月2日 - 、TBSテレビ） - レポーター[2]
- 昼めし旅 〜あなたのご飯見せてください!〜（2023年9月22日 - 、テレビ東京） - レポーター
- 水曜日のダウンタウン（2024年9月4日、2025年2月19日、26日、3月12日TBSテレビ）